# تولاگا مانوئلا
تولاگا مانوئلا (انگلیسی: Tulaga Manuella؛ زادهٔ ۲۶ اوت ۱۹۳۶) سیاست‌مدار اهل تووالو است.